# 605
605 (DCV) je bilo navadno leto, ki se je po julijanskem koledarju začelo na petek.

## Dogodki
- začetek slovanskega naselitvenega vala na Balkanski polotok.